# Општина Крушево
Општина Крушево је једна од 9 општина Пелагонијског региона у Северној Македонији. Седиште општине је истоимени градић Крушево.
Општина Крушево је јединствена у Северној Македонији по значајном уделу влашке (илиаромунске) народности у општинском становништву.

## Положај
Општина Крушево налази се у средишњем делу Севврне Македоније. Са других страна налазе се друге општине Северне Македоније:
- север — Општина Македонски Брод
- североисток — Општина Дољнени
- исток — Општина Кривогаштани
- југ — Општина Могила
- југозапад — Општина Демир Хисар
- запад — Општина Кичево
- северозапад — Општина Пласница

## Природне одлике
Рељеф: Општина Крушево заузима западни обод Пелагоније. Подручје општине је на знатној надморској висини — планина Баба. Нпр. Крушево, положено на 1.200 m н. в., је највиши град у држави. Југозападни део општине је нешто ниши и дотиче западни обод Пелагоније, највеће и најзначајније висоравни Македоније.
Клима у општини влада планинска клима због знатне надморске висине.
Воде: Црна Река је једини већи водоток у општини, а сви мањи водотоци се уливају у ову реку.

## Становништво
Општина Крушево имала је по последњем попису из 2002. г. 9.684 ст., од чега у седишту општине, граду Крушеву, 5.330 ст. (55%). Општина је средње густо насељена, али је сеоско подручје знатно ређе насељено.
Национални састав по попису из 2002. године био је:
|           | Број  | Постотак |
| Укупно    | 9.684 | 100%     |
| Македонци | 6.081 | 62,8%    |
| Албанци   | 2.064 | 21,3%    |
| Власи     | 1.020 | 10,5%    |
| остали    | 519   | 5,4%     |

## Насељена места
У општини постоји 18 насељених места, једно градско (Крушево), а осталих 17 са статусом села:
| - Крушево - Алданци - Ариљево - Белушино - Бирино - Борино - Бучин | - Врбовец - Горњи Дивљаци - Доњи Дивљаци - Јакреново - Милошево - Норово - Острилци | - Пресил - Пуста Река - Саждево - Свето Митрани - Селце |  |

## Познате личности
- Деспот Баџовић, српски просветни и национални радник и револуционар у Старој Србији и Македонији
- Тоше Проески, певач